# Stefan Van Riel
Stefan Van Riel, né le 29 décembre 1970 à Deurne, est un joueur de football belge, qui évoluait comme défenseur. Il a mis un terme à sa carrière en 2007.

## Palmarès
- Champion de Belgique de Division 3 en 2004 avec Waasland[2].

### Statistiques par saison
| Saison    | Club               | Pays | Championnat                 | Matches | Buts |
| --------- | ------------------ | ---- | --------------------------- | ------- | ---- |
| 1990-1991 | KFC Zwarte Leeuw   |      | Division 2                  | 22      | 5    |
| 1991-1992 | KFC Zwarte Leeuw   |      | Division 2                  | 27      | 6    |
| 1992-1993 | Sint-Niklaasse SK  |      | Division 2                  | 29      | 0    |
| 1993-1994 | Sint-Niklaasse SK  |      | Division 2                  | 26      | 1    |
| 1994-1995 | SC Eendracht Alost |      | Division 1                  | 18      | 0    |
| 1995-1996 | SC Eendracht Alost |      | Division 1                  | 31      | 2    |
| 1996-1997 | SC Eendracht Alost |      | Division 1                  | 16      | 1    |
| 1997-1998 | SC Eendracht Alost |      | Division 1                  | 28      | 1    |
| 1998-1999 | KV Ostende         |      | Division 1                  | 13      | 2    |
| 1999-2000 | KFC Schoten SK     |      | Division 3                  | 15      | 0    |
| 2000-2001 | KFC Schoten SK     |      | Division 3                  | 11      | 0    |
| 2001-2002 | KFC Schoten SK     |      | Division 3                  | 22      | 1    |
| 2002-2003 | Red-Star Waasland  |      | Division 3                  | 25      | 0    |
| 2003-2004 | Red-Star Waasland  |      | Division 3                  | 29      | 1    |
| 2004-2005 | Red-Star Waasland  |      | Division 2                  | 14      | 0    |
| 2005-2006 | JV De Pinte        |      | Séries provinciales Fl.-Or. | ?       | ?    |
| 2006-2007 | JV De Pinte        |      | Séries provinciales Fl.-Or. | ?       | ?    |